# 滑州
滑州（かつしゅう）は、中国にかつて存在した州。隋代から明初にかけて、現在の河南省安陽市南東部に設置された。

## 隋代
589年（開皇9年）、隋により汴州および曹州の一部を分割して立てられた杞州を前身とする。596年（開皇16年）、杞州は滑州と改称された。606年（大業2年）、滑州は兗州と改称された。607年（大業3年）に州が廃止されて郡が置かれると、兗州は東郡と改称され、下部に9県を管轄した。隋代の行政区分に関しては下表を参照。
| 隋代の行政区画変遷 | 隋代の行政区画変遷   | 隋代の行政区画変遷 | 隋代の行政区画変遷 | 隋代の行政区画変遷 | 隋代の行政区画変遷                                             |
| 区分               | 開皇元年             | 開皇元年           | 開皇元年           | 区分               | 大業3年                                                        |
| ------------------ | -------------------- | ------------------ | ------------------ | ------------------ | -------------------------------------------------------------- |
| 州                 | 汴州                 | 汴州               | 曹州               | 郡                 | 東郡                                                           |
| 郡                 | 東郡                 | 濮陽郡             | 済陰郡             | 県                 | 白馬県 霊昌県 衛南県 韋城県 胙城県 匡城県 封丘県 濮陽県 離狐県 |
| 県                 | 白馬県 東燕県 長垣県 | 濮陽県 西濮陽県    | 離狐県             | 県                 | 白馬県 霊昌県 衛南県 韋城県 胙城県 匡城県 封丘県 濮陽県 離狐県 |

## 唐代
618年（武徳元年）、唐により東郡は滑州と改められた。619年（武徳2年）、滑州は陥落した。621年（武徳4年）、唐が王世充を平定すると、滑州が再び置かれた。742年（天宝元年）、滑州は霊昌郡と改称された。758年（乾元元年）、霊昌郡は滑州の称にもどされた。滑州は河南道に属し、白馬・霊昌・衛南・韋城・胙城・酸棗・匡城の7県を管轄した。

## 宋代
1072年（熙寧5年）、北宋により滑州はひとたび廃止された。1081年（元豊4年）、再び滑州が置かれた。滑州は京西北路に属し、白馬・韋城・胙城の3県を管轄した。
金のとき、滑州は河北西路に属し、白馬・内黄の2県と衛南・武城の2鎮を管轄した。

## 元代以降
元のとき、滑州は大名路に属し、白馬・内黄の2県を管轄した。
1369年（洪武2年）、明により白馬県が廃止された。1374年（洪武7年）、滑州は滑県に降格した。滑県と内黄県は大名府に転属した。